# Estação Estadio Nacional
A Estação Esatdio Nacional é uma das estações do Metrô de Santiago, situada em Santiago, entre a Estação Ñuñoa e a Estação Ñuble. Faz parte da Linha 6.
Foi inaugurada em 2 de novembro de 2017. Localiza-se no cruzamento da Avenida Pedro de Valdivia com a Avenida Grecia. Atende a comuna de Ñuñoa.